# Каллерн
Каллерн (нем. Kallern) — коммуна в Швейцарии, в кантоне Аргау.
Входит в состав округа Мури.  Население составляет 316 человек (на 31 декабря 2007 года). Официальный код  —  4233.